# Villez-sous-Bailleul
 Villez-sous-Bailleul  es una población y comuna francesa, en la región de Alta Normandía, departamento de Eure, en el distrito de Évreux y cantón de Vernon-Nord.

## Demografía
| 210 | 204 | 225 | 225 | 248 | 275 |
| Para los censos de 1962 a 1999 la población legal corresponde a la población sin duplicidades (Fuente: INSEE [Consultar]) |     |     |     |     |     |